# هاروارد هايتس (إلينوي)
هاروارد هايتس (بالإنجليزية: Harwood Heights)‏ هي قرية تقع في الولايات المتحدة في إلينوي. يقدر عدد سكانها بـ 8,612 نسمة .

## الموقع الجغرافي
الموقع الجغرافي للمناطق المحيطة بهذه النقطة هو كالتالي: